# Sebastian Franke
Sebastian Franke (12 de abril de 1963) es un deportista alemán que compitió para la RFA en remo. Ganó tres medallas en el Campeonato Mundial de Remo entre los años 1987 y 1989.

## Palmarés internacional
| Campeonato Mundial | Campeonato Mundial     | Campeonato Mundial | Campeonato Mundial        |
| Año                | Lugar                  | Medalla            | Prueba                    |
| ------------------ | ---------------------- | ------------------ | ------------------------- |
| 1987               | Copenhague (Dinamarca) | Medalla de oro     | Cuatro sin timonel ligero |
| 1988               | Milán (Italia)         | Medalla de bronce  | Cuatro sin timonel ligero |
| 1989               | Bled (Yugoslavia)      | Medalla de bronce  | Ocho con timonel ligero   |